# Think About Things
Think About Things är en låt av den isländska sångaren Daði Freyr och hans band Gagnamagnið. Låten släpptes den 10 januari 2020 och valdes ut för att representera Island i Eurovision Song Contest 2020 i Rotterdam, Nederländerna, men tävlade inte då tävlingen ställdes in till följd av coronaviruspandemin. Innan tävlingen ställdes in ansågs låten vara en av favoriterna att vinna. Låten blev en viral hit och fick hyllningar av flera internationella kändisar.

Daði har beskrivit hur texten till låten handlar om hans nyfödda dotter: 
| ” | "Texterna i Think About Things är några av de mest personliga jag har skrivit. Låten handlar om min lilla flicka som föddes i april förra året. Jag pratar om känslan man får under de första dagarna och veckorna där man vet att man älskar den här personen av hela sitt hjärta även om man inte får så mycket interaktion. I början gör hon inte så mycket, så jag är väldigt spänd på att veta vad hon tycker om alla möjliga saker. Nu är hon nästan 10 månader och har blivit en sådan karaktär så texterna gäller inte riktigt lika mycket längre, hon börjar låta oss veta vad hon tänker." | ” |

## Eurovision Song Contest
Den 29 februari 2020 vann låten den isländska tävlingen Söngvakeppnin och blev därmed det isländska bidraget till Eurovision Song Contest 2020. Låten skulle ha tävlat som startnummer 9 i den andra semifinalen, men i mars 2020 meddelade EBU att tävlingen ställs in på grund av utbrottet av Covid-19. Daði og Gagnamagnið kom istället att tävla i Eurovision Song Contest 2021, däremot med en annan låt.
Låten blev vinnare av programmet Sveriges 12:a som anordnas för att bestämma vilket bidrag som skulle fått högst poäng från Sverige. Låten vann även Der kleine Song Contest, ESC: Norge bestemmer och Eurovision 2020: Big Night In!, de österrikiska, norska respektive australiska alternativa versionerna av Eurovision Song Contest 2020.